# 布里耶尔莱塞莱
布里耶尔莱塞莱（法語：Brières-les-Scellés，法語發音：[bʁijɛʁ le sele] ⓘ）是法国法兰西岛大区埃松省的一个市镇，属于埃唐普区。

## 地理
布里耶尔莱塞莱（48°27'27"N, 2°8'21"E）面积8.65 平方千米，位于法国法蘭西島大區埃松省，该省份为法国北部内陆省份，北起上塞纳省和马恩河谷省，西接厄尔-卢瓦省和伊夫林省，南至卢瓦雷省，东临塞纳-马恩省。
与布里耶尔莱塞莱接壤的市镇（或旧市镇、城区）包括：埃特雷希、维勒科南、布瓦西勒塞克、埃唐普、莫里尼-尚皮尼。
布里耶尔莱塞莱的时区为UTC+01:00、UTC+02:00（夏令时）。

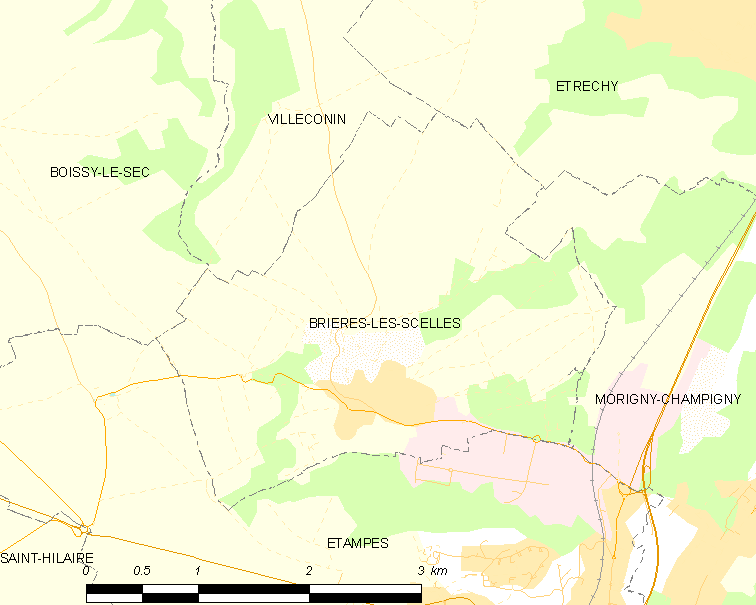
布里耶尔莱塞莱的OSM定位图

## 行政
布里耶尔莱塞莱的邮政编码为91150，INSEE市镇编码为91109。

## 政治
布里耶尔莱塞莱所属的省级选区为埃唐普县。

## 人口

1962-2008年间布里耶尔莱塞莱人口变化图示

布里耶尔莱塞莱于2022年1月1日时的人口数量为1218人。